# Piazza Trilussa
Piazza Trilussa è una piazza di Roma situata del rione Trastevere.

## Descrizione e storia
La piazza è dominata dalla Fontana di Ponte Sisto (oppure Fontanone del 100 Preti), originariamente eretta sull'altro lato di Ponte Sisto. La fontana fu progettata da Giovanni Vasanzio e Giovanni Fontana per conto di Papa Paolo V nel 1613 e fu spostata nella sua sede attuale nel 1898.
La piazza, che fino al 1952 si chiamò 
Piazza di Ponte Sisto, prende il nome dal poeta italiano Carlo Alberto Salustri, detto Trilussa, che scrisse principalmente in dialetto romanesco; Trilussa è un anagramma del cognome del poeta. Un monumento a Trilussa, con un busto in bronzo di Lorenzo Ferri, è stato inaugurato nella piazza nel 1950.
La Casa Madre delle Figlie di San Giuseppe di Rivalba si trova in Lungotevere Farnesina 7. La Congregazione delle Figlie di San Giuseppe di Rivalba fu fondata nel 1875 dal sacerdote Clemente Marchisio e da Rosalia Sismonda a Rivalba, in Piemonte. Nella cappella dell'istituto, Benedetto Ducati dipinse dal 1923 al 1925 vetrate raffiguranti scene della vita di San Giuseppe e della Vergine Maria, oltre a scene della vita del patriarca Giuseppe.